# Nadejda Golik
Nadejda Vassilievna Golik, née à Léningrad (aujourd'hui Saint-Pétersbourg), est docteur en philosophie et professeur de philosophie à  la faculté de philosophie de l'université de Saint-Pétersbourg. Elle y tient la chaire d'esthétique et de philosophie de la culture. Elle est l'auteur de plus de 140 publications dont une monographie de l'Éthique dans la culture, parue en 2002.

## Carrière
Nadejda Golik poursuit ses études à la faculté de philosophie de Léningrad (aujourd'hui Saint-Pétersbourg). Sa thèse en 1978 porte sur L'Existentialisme et l'idéologie de l'extrême-gauche et sa thèse de doctorat en 2002 sur L'Éthique dans la culture, publiée à Saint-Pétersbourg. Elle a travaillé comme secrétaire du conseil scientifique des sciences sociales de l'académie des sciences d'URSS, puis enseigne à la faculté de philosophie, d'abord comme assistante, puis comme professeur en 1997 dirigeant la chaire d'esthétique.
Nadejda Golik participe à de nombreux séminaires ou conférences nationaux ou internationaux, comme aux universités de Bruxelles et de Gand en 2001; de Rome en 2003; de Cleveland en 2004; de Sofia en 2005; d'Helsinki en 2005; de Heidelberg en 2006; de Vilnius en 2006 et 2008; d'Amsterdam en 2007; de Dunkerque en 2008; de Wroclaw en 2011, etc.
Ses travaux portent surtout sur la philosophie contemporaine de la culture, sur l'éthique dans la culture, sur les intentions philosophiques de la littérature du XXe siècle et sur l'état de la santé de la société comme problème philosophique de la culture.
Elle a participé à divers programmes scientifiques, comme La ville comme phénomène socio-culturel (2002-2004); Saint-Pétersbourg, comme modèle de résolution de problèmes mondiaux (2003-2005); Saint-Pétersbourg, comme entité socio-culturelle (2004, directrice de projet); Analyse philosophico-esthétique du phénomène de Saint-Pétersbourg (2008); Émotions et raison dans les enseignements éthiques de l'Antiquité tardive au haut Moyen Âge (2008-2010, directrice de projet). Elle tient actuellement (2012) des cours sur l'histoire des sciences.

## Quelques œuvres
- (ru) Histoire de l'esthétique, en collaboration avec V. Prozerski, Saint-Pétersbourg, 2011
- (fr) La Modernisation sans les Lumières. Le pouvoir de l'Histoire , Paris, L'Harmattan, 2008
- (ru) L'Éthique dans le système de l'éducation humaniste, Saint-Pétersbourg, 2008
- (ru) Aspect de la modernisation de la Russie dans le domaine de l'éthique, Saint-Pétersbourg, 2008
- (ru) Déconstruction de la société contemporaine et apparition de nouveaux domaines de recherches, Rostov-sur-le-Don, 2008
- (ru) Dans le monde de l'éthique, de l'esthétique, de la culture et de l'art (manuel d'enseignement secondaire), Saint-Pétersbourg, 2007
- (ru) La Mondialisation comme problème de la philosophie de la culture, Saint-Pétersbourg, 2007
- (ru) Éthique dans la culture, Saint-Pétersbourg, 2002

## Source
- (ru) Cet article est partiellement ou en totalité issu de l’article de Wikipédia en russe intitulé « Голик, Надежда Васильевна » (voir la liste des auteurs).